# Katastralgemeinde Freundsam
Die Katastralgemeinde Freundsam ist eine von elf Katastralgemeinden der Gemeinde Liebenfels im Bezirk Sankt Veit an der Glan in Kärnten. Sie hat eine Fläche von 355,96 ha (Stand 31. Dezember 2023).
Die Katastralgemeinde gehört zum Sprengel des Vermessungsamtes Klagenfurt.

## Lage
Die Katastralgemeinde liegt am südwestlichen Rand des Bezirks Sankt Veit an der Glan. Sie erstreckt sich vom Freundsamer Moos an der Grenze zum politischen Bezirk Feldkirchen im Westen bis zur Burgruine Gradenegg im Osten, und von einer Höhenlage von 776 m ü. A. am Gradenegger Bach am südöstlichen Rand der Katastralgemeinde bis zu 1138 m ü. A. im Norden, nahe der Eckerhöhe.

## Ortschaften
Auf dem Gebiet der Katastralgemeinde Freundsam befinden sich die Ortschaften Eggen II, Freundsam, Graben, Grund, Ladein und Rasting sowie Teile der Ortschaft Gasmai.

## Vermessungsamt-Sprengel
Die Katastralgemeinde gehört seit 1. Jänner 1998 zum Sprengel des Vermessungsamtes Klagenfurt. Davor war sie Teil des Sprengels des Vermessungsamtes St. Veit an der Glan.

## Geschichte
Ende des 18. Jahrhunderts wurden die Kärntner Steuergemeinden (später: Katastralgemeinden) gebildet und Steuerbezirken zugeordnet. Die Steuergemeinde Freundsam wurde Teil des Steuerbezirks Gradenegg.
Im Zuge der Reformen nach der Revolution 1848/49 wurden in Kärnten die Steuerbezirke aufgelöst und Ortsgemeinden gebildet, die jeweils das Gebiet einer oder mehrerer Steuergemeinden umfassten. Die Steuer- bzw. Katastralgemeinde Freundsam wurde Teil der Gemeinde Glantschach. 1875 wurde die Katastralgemeinde an die Gemeinde Sörg angeschlossen. Durch die Fusion der Gemeinden Sörg und Liebenfels 1973 wurde die Katastralgemeinde Freundsam Teil der Gemeinde Liebenfels.
Die Größe der Katastralgemeinde Freundsam wurde 1854 mit 617 Österreichischen Joch und 1475 Klaftern (ca. 356 ha, also die heutige Fläche) angegeben; damals lebten 187 Personen auf dem Gebiet der Katastralgemeinde.
Die Katastralgemeinde Freundsam gehörte ab 1850 zum politischen Bezirk Sankt Veit an der Glan und zum Gerichtsbezirk Sankt Veit an der Glan. 1854 bis 1868 gehörte sie zum Gemischten Bezirk Sankt Veit an der Glan. Seit der Reform 1868 ist sie wieder Teil des politischen Bezirks Sankt Veit an der Glan und des Gerichtsbezirks Sankt Veit an der Glan.

## Siedlungsentwicklung
Zum Jahreswechsel 1979/1980 befanden sich in der Katastralgemeinde Freundsam insgesamt 53 Bauflächen mit 43.533 m² und 51 Gärten auf 94.460 m², 1989/1990 gab es 48 Bauflächen. 1999/2000 war die Zahl der Bauflächen auf 96 angewachsen und 2009/2010 bestanden 52 Gebäude auf 88 Bauflächen.

## Bodennutzung
Die Katastralgemeinde ist landwirtschaftlich geprägt. 274 Hektar wurden zum Jahreswechsel 1979/1980 landwirtschaftlich genutzt und 63 Hektar waren forstwirtschaftlich geführte Waldflächen. 1999/2000 wurde auf 263 Hektar Landwirtschaft betrieben und 82 Hektar waren als forstwirtschaftlich genutzte Flächen ausgewiesen. Ende 2018 waren 228 Hektar als landwirtschaftliche Flächen genutzt und Forstwirtschaft wurde auf 94 Hektar betrieben. Die durchschnittliche Bodenklimazahl von Freundsam beträgt 19,9 (Stand 2010).